# Skała (Ćmielów)
Skała – część miasta Ćmielów położona w województwie świętokrzyskim w powiecie ostrowieckim w gminie Ćmielów.

## Historia
Skała w latach 1867–1954 należała do gminy Ćmielów w powiecie opatowskim w guberni kieleckiej. W II RP przynależało do woj. kieleckiego, gdzie 2 listopada 1933 weszła w skład gromady o nazwie Ćmielów w gminie Ćmielów, składającą się z osady Ćmielów, osady fabrycznej Ćmielów, osiedla Ćmielów-Piaski, osiedla Ćmielów-Pod Przepaścią, osady młyńskiej Ćmielów, stacji kolejowej Ćmielów, osiedla Ćmielów Poduchowny, wsi Skała i kolonii Browary.
Podczas II wojny światowej włączona do Generalnego Gubernatorstwa (dystrykt radomski, powiat opatowski), już jako odrębna gromada o nazwie Skała w gminie Ćmielów, licząca 86 mieszkańców.
Po wojnie w województwie kieleckim, jako jedna z 14 gromad gminy Ćmielów w powiecie opatowskim.
W związku z reformą znoszącą gminy jesienią 1954 roku, Skała weszła w skład nowo utworzonej gromady Przepaść, obejmującej wsie Jastków, Przepaść, Skała, Wojnowice, Wólka Wojnowska, Glinka, Łysowody i Podgrodzie.
Gromadę Przepaść zniesiono 31 grudnia 1959, przy czym część jej obszaru – w tym wsie Przepaść i Skała oraz kolonię Wióry-Przepaść – wcielono do osiedla Ćmielowa. Po nadaniu Ćmielowowi statusu miasta 18 lipca 1962 – Skała stała się częścią miasta.